# Jack Elam
Jack Elam (n. 13 noiembrie 1920, Miami, SUA - d. 20 octombrie 2003, Ashland, SUA) a fost un actor american.

## Biografie

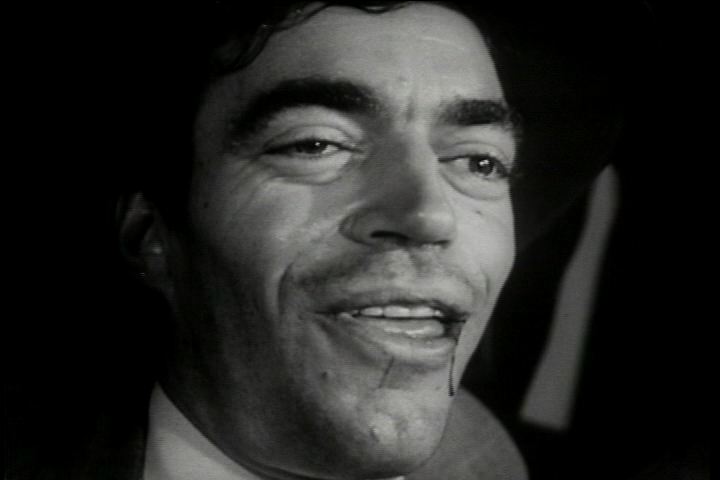
Jack Elam într-o scenă din filmul Kansas City Confidential (1952)

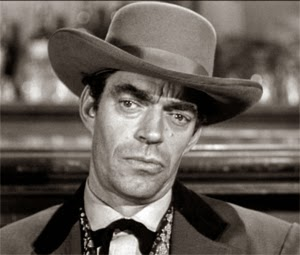
Jack Elam

## Filmografie selectivă)

### Cinema
- 1949 Wild Weed, regia Sam Newfield
- 1950 La frusta di fuoco (The Sundowners), regia George Templeton
- 1950 La figlia dello sceriffo (A Ticket to Tomahawk), regia Richard Sale
- 1950 I guerriglieri delle Filippine (American Guerrilla in the Philippines), regia Fritz Lang
- 1950 Bandito senza colpa (High Lonesome), regia Alan Le May
- 1950 Romantico avventuriero (The Gunfighter), regia Henry King
- 1950 The Texan Meets Calamity Jane, regia Ande Lamb
- 1951 L'uccello di Paradiso (Bird of Paradis), regia Delmer Daves
- 1951 L'uomo dell'est (Rawhide), regia Henry Hathaway
- 1951 La jena del Missouri (The Bushwhackers), regia Rod Amateau
- 1952  La amiază (High Noon), regia Fred Zinnemann
- 1952 Kociss, l'eroe indiano (The Battle at Apache Pass), regia George Sherman
- 1952 Giustizia di popolo (Montana Territory), regia Ray Nazarro
- 1952 Prigionieri della palude (Lure of the Wildernness), regia Jean Negulesco
- 1952 Il quarto uomo (Kansas City Confidential), regia Phil Karlson
- 1952 Il mio uomo (My Man and I), regia William A. Wellman
- 1952 Rancho Notorious, regia Fritz Lang
- 1953 Le ore sono contate (Count the Hours), regia Don Siegel
- 1953 Ferma lui Cameron (Ride Vaquero!), regia John Farrow
- 1953 Mani in alto! (Gun Belt), regia Ray Nazarro
- 1953 Notturno selvaggio (The Moonlighter), regia Roy Rowland
- 1953 I ribelli dell'Honduras (Appointment in Honduras), regia Jacques Tourneur
- 1954 La grande carovana (Jubilee Trail), regia Joseph Kane
- 1954 La principessa del Nilo (Princess of the Nile), regia Harmon Jones
- 1954 Țara îndepărtată (The Far Country), regia Anthony Mann
- 1954 Vera Cruz, regia Robert Aldrich
- 1954 La regina del Far West (Cattle Queen of Montana), regia Allan Dwan
- 1954 La mano vendicatrice (Ride Clear of Diablo), regia Jesse Hibbs
- 1955 Tarzan e la giungla proibita (Tarzan's Hidden Jungle), regia Harold D. Schuster
- 1955 Kiss Me Deadly (Kiss Me Deadly), regia Robert Aldrich
- 1955 L'uomo senza paura (Man Without a Star), regia King Vidor
- 1955 Wichita, regia Jacques Tourneur
- 1955 Omul din Laramie (The Man from Laramie), regia Anthony Mann
- 1955 Il covo dei contrabbandieri (Moonfleet), regia Fritz Lang
- 1955 Kismet (Kismet), regia Vincente Minnelli
- 1955 Artists and Models (Artists and Models), regia Frank Tashlin
- 1956 Vento di terre lontane (Jubal), regia Delmer Daves
- 1956 Pardners (Pardners), regia Norman Taurog
- 1956 Duello al Passo Indio (Thunder Over Arizona), regia Joseph Kane
- 1957 Massacro ai grandi pozzi (Dragoon Wells Massacre), regia Harold D. Schuster
- 1957 La palude maledetta (Lure of the Swamp), regia Hubert Cornfield
- 1957 Rafuială la O.K. Corral (Gunfight at the OK Corral), regia John Sturges
- 1957 Passaggio di notte (Night Passage), regia James Neilson
- 1957 Faccia d'angelo (Baby Face Nelson), regia Don Siegel
- 1958 Agguato nei Caraibi (The Gun Runners), regia Don Siegel
- 1959 Sull'orlo dell'abisso (Edge of the Eternity), regia Don Siegel
- 1960 The Girl in Lovers Lane, regia Charles R. Rondeau
- 1961 Angeli con la pistola (Pocketful of Miracles), regia Frank Capra
- 1961 I comanceros (The Comancheros), regia Michael Curtiz
- 1961 L'occhio caldo del cielo (The Last Sunset), regia Robert Aldrich
- 1963 Patru pentru Texas (4 for Texas), regia Robert Aldrich
- 1966 La valle dell'orso (The Night of the Grizzly), regia Joseph Pevney
- 1966 Rancho Bravo (The Rare Breed), regia Andrew V. McLaglen
- 1967 Drumul spre vest (The Way West), regia Andrew V. McLaglen
- 1968 Sfida oltre il fiume rosso (The Last Challenge), regia Richard Thorpe
- 1968 L'ora della furia (Firecreek), regia Vincent McEveety
- 1968 L'incredibile furto di Mr. Girasole (Never a Dull Moment), regia Jerry Paris
- 1968  A fost odată în vest (Once Upon a Time in the West/C'era una volta il West), regia Sergio Leone
- 1968 Sartana non perdona (Sonora), regia Alfonso Balcázar
- 1969 The Over-the-Hill Gang, regia Jean Yarbrough - film tv
- 1969 Sprijiniți-l pe șerif! (Support Your Local Sheriff!), regia Burt Kennedy
- 1970 Dingus, quello sporco individuo (Dirty Dingus Magee), regia Burt Kennedy
- 1970 Cockeyed Cowboys of Calico County, regia Anton Leader, Ranald MacDougall
- 1970 Rio Lobo, regia Howard Hawks
- 1970 Țara sălbatică (The Wild Country), regia Robert Totten
- 1971 Latigo (Support your Local Gunfighter), regia Burt Kennedy
- 1971 Il suo nome è qualcuno (The Last Rebel), regia Denis Mc Coy
- 1971 La texana e i fratelli Penitenza (Hannie Caulder), regia Burt Kennedy
- 1973 Căluțul roib (The Red Pony), regia Robert Totten
- 1973 Pat Garrett și Billy Kid (Pat Garrett & Billy the Kid), regia Sam Peckinpah
- 1976 Hawmps!, regia Joe Camp
- 1977 Aquila Grigia il grande capo dei Cheyenne (Grayeagle), regia Charles B. Pierce
- 1978 Teste calde e tanta fifa (Hot Lead and Cold Feet), regia Robert Butler
- 1975 La banda delle frittelle di mele 2 (The Apple Dumpling Gang Rides Again), regia Vincent McEveety
- 1979 Cactus Jack (The Villain), regia Hal Needham
- 1981 La corsa più pazza d'America (The Cannonball Run), regia Hal Needham
- 1982 Un giocatore troppo fortunato (Jinxed!), regia Don Siegel
- 1983 Sacred Ground, regia Charles B. Pierce
- 1984 La corsa più pazza d'America n. 2 (Cannonball Run II), regia Hal Needham
- 1986 The Aurora Encounter (The Aurora Encounter), regia Jim McCollough Sr.
- 1988 Once Upon a Texas Train, regia Burt Kennedy
- 1988 Where The Hell's That Gold?, regia Burt Kennedy
- 1990 Big Bad John, regia Burt Kennedy
- 1991 Cose dell'altro mondo (Suburban Commando), regia Burt Kennedy
- 1992 Shadow Force, regia Ken Lamkin
- 1993 Uninvited, regia Michael Derek Bohusz

## Televiziune
| An        | Titlu                                  | Rol                                                     | Note |
| --------- | -------------------------------------- | ------------------------------------------------------- | --- |
| 1954      | Four Star Playhouse                    | Vic                                                     | Episode: "The Hard Way" |
| 1954      | Stories of the Century                 | Black Jack Ketchum                                      | |
| 1954-55   | The Lone Ranger                        | (a) Reno Lawrence (b) Jack Miles                        | Episoadele (a) "Outlaw's Trail" and (b) "The Sheriff's Wife" |
| 1955      | Frontier                               | (a) Father Matias (b) Ness Fowler                       | Episoadele (a) "Ferdinand Meyer's Army" and (b) "Cattle Drive to Casper" |
| 1955      | The Adventures of Rin Tin Tin          | Shields                                                 | Episode: "Bounty Hunters" |
| 1957      | Wagon Train                            | Charlie Otis                                            | Episodul "The John Cameron Story" |
| 1957–58   | The Restless Gun                       |                                                         | 2 episodes |
| 1958      | Zorro                                  | Gomez the coachman                                      | Episoadele "Shadow of Doubt"/"Garcia Stands Accused"/"Slaves of the Eagle" |
| 1958–63   | The Rifleman                           | Various                                                 | Appearances in 5 episodes: "Duel of Honor" as Sim Groder; "Tension" as Gavin Martin; "Knight Errant" as Gates; "Shotgun Man" as Gus Smith; and "Shattered Idol" as Russell the pool shark. |
| 1958-59   | Richard Diamond, Private Detective     | (a) Danny; (b) Perk Butler                              | Episodes: (a) "The Dark Horse" (1958); (b) "One Dead Cat" (1959) |
| 1959      | Tombstone Territory                    | Wally Jobe                                              | Episodul "Day of the Reckoning" |
| 1959      | The Texan                              | Luke Watson                                             | Episodul "South of the Border" |
| 1959      | Have Gun Will Travel                   | Joe Gage                                                | Episodul "The Man Who Lost" |
| 1959      | Mackenzie's Raiders                    | Trooper Colin Grimes                                    | Episodul "Desertion" |
| 1959–72   | Gunsmoke                               | Various characters                                      | 15 episodes |
| 1959–1961 | Sugarfoot                              | Toothy Thompson                                         | 2 episodes |
| 1959–1961 | The Twilight Zone                      | Avery                                                   | Episodul "Will the Real Martian Please Stand Up?" |
| 1959–1961 | The Rebel                              | Lawyer                                                  | Episodul S01/Ep14 "Angry Town" (1/10/1960) |
| 1959–1961 | The Rebel                              | Uncle Luce                                              | Episodul S02/Ep33 "Helping Hand" |
| 1959–1961 | The Untouchables                       | Nick Bravo                                              | Episode: (1/07/1960) S01/Ep13 "Syndicate Sanctuary" |
| 1959–1961 | National Velvet                        | Black Barr                                              | Episodul "The Desperado" |
| 1959–1961 | The Americans                          | Loper Johnson                                           | Episodul "The Gun" |
| 1959–1961 | Lawman                                 | Herm Forrest                                            | Episodul "The Four" |
| 1961–62   | Cheyenne                               | Count Nicholas Potosi/Deputy J.D. Smith/Calhoun Durango | Episoadele "Massacre at Gunsight Pass"/"A Man Called Ragan"/"The Durango Brothers" |
| 1962      | Target: The Corruptors                 | Stickface                                               | Episodul "A Man's Castle" |
| 1962      | Ben Casey                              | Felix Gault                                             | Episodul "The Night That Nothing Happened" |
| 1963      | The Dakotas                            |                                                         | Recurring role |
| 1963–64   | Temple Houston                         |                                                         | |
| 1965      | Daniel Boone                           | Petch                                                   | Episodul 18 "The Sound of Fear" |
| 1965      | F Troop                                | Sam Urp                                                 | Episodul "Dirge for the Scourge" |
| 1965–66   | The Legend of Jesse James              | Deacon Smith                                            | Guest star |
| 1966      | Gunsmoke                               | Jim Barrett                                             | Guest star |
| 1967      | Hondo                                  | Diablo                                                  | Episodul "Hondo and the Rebel Hat" |
| 1967      | The Guns of Will Sonnett               | Sheriff Sam                                             | Episodul "A Son for a Son" |
| 1968      | The High Chaparral                     | Mackdin (comanchero)                                    | Episodul "North to Tucson" |
| 1969      | Ride a Northbound Horse                |                                                         | Part of Disney's Wonderful World series |
| 1961-70   | Bonanza                                | Dodie Hoad/Buford Buckalaw/Honest John                  | Episoadele "The Spitfire"/"A Bride for Buford"/"Honest John" |
| 1970      | The Virginian                          | Harve Yost                                              | Episodul "Rich Man, Poor Man" |
| 1971      | Gunsmoke                               | U.S. Marshal Lucas Murdoch                              | |
| 1972      | Gunsmoke                               | Pierre                                                  | Episoadele S18/Ep01-Ep02 "The River" |
| 1972      | Alias Smith and Jones                  | Boot Coby                                               | Episodul "Bad Night in Big Butte" |
| 1972      | Nichols                                | Marcus A.F. Baxter                                      | Episodul "About Jesse James" |
| 1973      | Kung Fu                                | Marcus Taylor                                           | Episodul "The Squawman" |
| 1974      | The Brian Keith Show                   |                                                         | Guest star |
| 1975      | Walt Disney's Wonderful World of Color | Thompson                                                | Episodul "Wild Country: Part 2" |
| 1974–75   | The Texas Wheelers                     |                                                         | Situation comedy with co-star Gary Busey |
| 1977-78   | How the West Was Won                   | Cully Madigan                                           | Episoadele "#1.2-#1.4" |
| 1979      | Struck by Lightning                    | Frankenstein's monster                                  | |
| 1985      | Detective in the House                 | Nick Turner                                             | series regular |
| 1986      | Easy Street                            | Uncle Alvin "Bully" Stevenson                           | series regular |
| 1986      | Simon and Simon                        | Bud Krelman                                             | Episodul "D-I-V-O-R-C-E" |
| 1986      | Louis L'Amour's Down the Long Hills    | Squires                                                 | Film TV |
| 1992      | Home Improvement                       | Hick Peterson                                           | Episodul "Birds of a Feather Flock to Taylor" |
| 1994-95   | Lonesome Dove: The Series              | Curtis                                                  | Episoadele "High Lonesome"/"The List" |